# 世羅向井農園
世羅向井農園（せらむかいのうえん） は、広島県世羅郡世羅町にある観光農園である。

## 概要
除草剤を一切使わないリンゴ作りをおこなっている。ぶどうも栽培されておりぶどう狩りやりんご狩りを体験できる。バーベキューをすることも可能。
産品は手作りりんごジャム、りんごソース、ゼリー、りんご、ぶどう。

## 沿革
- 2010年8月7日 関西テレビの番組『にじいろジーン』にて紹介される。

## 施設
- 駐車場150台

## 周辺
付近一帯は、世羅高原で農園が多く集まっている。

### 交通
- 山陽自動車道三原久井ICから約40分
- 山陽自動車道河内・尾道の各ICから約50分
- 中国自動車道三次ICから約50分
- JR山陽本線三原駅から甲山行きバスで約50分甲山営業所下車後、タクシーで約20分

## 主な品種
- りんご
- ぶどう
- ラ・フランス